# 碘酸锡
碘酸锡是一种无机化合物，化学式为Sn(IO3)4，首次于2020年通过一氧化锡和碘酸在水中于220 °C进行水热反应得到。它是无色柱状晶体，以三斜晶系P1空间群结晶。它有间接带隙（实验值4.0 eV；计算值2.75 eV）。